# Diacrita costalis
Diacrita costalis är en tvåvingeart som beskrevs av Gerstaecker 1860. Diacrita costalis ingår i släktet Diacrita och familjen fläckflugor. Inga underarter finns listade i Catalogue of Life.